# Olympische Winterspiele 1992/Teilnehmer (Tschechoslowakei)
| Gelbes Symbol für Goldmedaillen mit stilisierten Olympischen Ringen | Graues Symbol für Silbermedaillen mit stilisierten Olympischen Ringen | Braundes Symbol für Bronzemedaillen mit stilisierten Olympischen Ringen |
| ------------------------------------------------------------------- | --------------------------------------------------------------------- | ----------------------------------------------------------------------- |
| —                                                                   | —                                                                     | 3                                                                       |

Die Tschechoslowakei nahm an den Olympischen Winterspielen 1992 im französischen Albertville mit einer Delegation von 75 Athleten in zehn Disziplinen teil, davon 56 Männer und 19 Frauen. Mit drei Bronzemedaillen platzierte sich die Tschechoslowakei auf Rang 18 im Medaillenspiegel. Es war die letzte Teilnahme der Tschechoslowakei bei Winterspielen, die zum Ende des Jahres aufgelöst wurde.
Fahnenträger bei der Eröffnungsfeier war der Skilangläufer Pavel Benc.

## Teilnehmer nach Sportarten

### Biathlon
Männer
- Jiří Holubec
10 km Sprint: 23. Platz (27:37,8 min)
20 km Einzel: 15. Platz (59:56,2 min)
4 × 7,5 km Staffel: 7. Platz (1:27:15,8 h)

- Tomáš Kos
10 km Sprint: 22. Platz (27:37,4 min)
20 km Einzel: 23. Platz (1:00:33,3 h)
4 × 7,5 km Staffel: 7. Platz (1:27:15,8 h)

- Ivan Masařík
10 km Sprint: 12. Platz (27:16,8 min)
20 km Einzel: 66. Platz (1:05:24,9 h)
4 × 7,5 km Staffel: 7. Platz (1:27:15,8 h)

- Martin Rypl
10 km Sprint: 50. Platz (28:41,8 min)
20 km Einzel: 25. Platz (1:00:39,3 h)
4 × 7,5 km Staffel: 7. Platz (1:27:15,8 h)

Frauen
- Jiřina Adamičková
7,5 km Sprint: 5. Platz (24:57,6 min)
15 km Einzel: 23. Platz (56:21,8 min)
3 × 7,5 km Staffel: 8. Platz (1:23:12,7 h)

- Helena Černohorská
7,5 km Sprint: 62. Platz (30:13,8 min)

- Iveta Knížková
7,5 km Sprint: 41. Platz (28:13,0 min)

- Jana Kulhavá
15 km Einzel: 43. Platz (59:09,8 min)
3 × 7,5 km Staffel: 8. Platz (1:23:12,7 h)

- Petra Nosková
15 km Einzel: 60. Platz (1:02:57,6 h)

- Gabriela Suvová
7,5 km Sprint: 18. Platz (26:42,1 min)
15 km Einzel: 56. Platz (1:02:22,4 h)
3 × 7,5 km Staffel: 8. Platz (1:23:12,7 h)

### Bob
Männer, Zweier
- Jiří Džmura, Roman Hrabáň (TCH-1)
25. Platz (4:08,31 min)

- Petr Ramseidl, Zdeněk Kohout (TCH-2)
31. Platz (4:10,84 min)

Männer, Vierer
- Jiří Džmura, Pavel Puškár, Karel Dostál, Roman Hrabáň (TCH-1)
21. Platz (3:58,557 min)

### Eiskunstlauf
Männer
- Petr Barna
Bronze  (4,0)

Frauen
- Lenka Kulovaná
11. Platz (16,5)

Paare
- Radka Kovaříková & René Novotný
4. Platz (6,0)

Eistanz
- Kateřina Mrázová & Martin Šimeček
10. Platz (20,6)

### Eishockey
| - Petr Bříza - Jaromír Dragan - Oldřich Svoboda - Leo Gudas - Drahomír Kadlec - Bedřich Ščerban - Jiří Šlégr - Richard Šmehlík - Róbert Švehla - Patrick Augusta - Miloslav Hořava - Petr Hrbek | - Otakar Janecký - Tomáš Jelínek - Kamil Kašťák - Robert Lang - Igor Liba - Ladislav Lubina - František Procházka - Petr Rosol - Radek Ťoupal - Peter Veselovský - Richard Žemlička |

- Bronze

### Eisschnelllauf
Männer
- Jiří Kyncl
500 m: 39. Platz (40,92 s)
5000 m: 27. Platz (7:27,78 min)
10.000 m: 25. Platz (15:03,97 min)

- Jiří Musil
500 m: 41. Platz (42,20 s)
5000 m: 29. Platz (7:29,91 min)
10.000 m: 28. Platz (15:14,18 min)

### Nordische Kombination
- Martin Bayer
Einzel (Normalschanze / 15 km): 41. Platz (55:11,2 min)

- Josef Kovařík
Einzel (Normalschanze / 15 km): 17. Platz (48:41,8 min)
Mannschaft (Normalschanze / 10 km): 6. Platz (1:32:41,2 h)

- Milan Kučera
Einzel (Normalschanze / 15 km): Langlaufrennen nicht beendet
Mannschaft (Normalschanze / 10 km): 6. Platz (1:32:41,2 h)

- František Máka
Einzel (Normalschanze / 15 km): 15. Platz (48:02,8 min)
Mannschaft (Normalschanze / 10 km): 6. Platz (1:32:41,2 h)

### Rodeln
Männer, Einsitzer
- Jan Kohoutek
20. Platz (3:06,442 min)

- Petr Urban
19. Platz (3:06,269 min)

Männer, Doppelsitzer
- Petr Urban & Jan Kohoutek
15. Platz (1:34,274 min)

Frauen
- Mária Jasenčáková
20. Platz (3:10,443 min)

- Petra Matechová
17. Platz (3:09,660 min)

### Ski Alpin
Männer
- Marián Bíreš
Abfahrt: 34. Platz (1:56,21 min)
Super-G: 37. Platz (1:17,47 min)
Riesenslalom: 34. Platz (2:18,11 min)
Slalom: Rennen nicht beendet
Kombination: Slalomrennen nicht beendet

- Peter Jurko
Super-G: 39. Platz (1:17,68 min)
Riesenslalom: 37. Platz (2:19,15 min)
Slalom: 25. Platz (1:52,80 min)
Kombination: Slalomrennen nicht beendet

Frauen
- Lucia Medzihradská
Abfahrt: 16. Platz (1:54,78 min)
Super-G: 27. Platz (1:26,76 min)
Riesenslalom: 20. Platz (2:19,27 min)
Slalom: 16. Platz (1:36,45 min)
Kombination: 8. Platz (47,43)

- Ľudmila Milanová
Abfahrt: 24. Platz (1:57,85 min)
Super-G: 34. Platz (1:27,61 min)
Riesenslalom: Rennen nicht beendet
Slalom: 24. Platz (1:39,78 min)
Kombination: 15. Platz (76,28)

### Skilanglauf
Männer
- Pavel Benc
10 km klassisch: 41. Platz (31:13,6 min)
15 km Verfolgung: 33. Platz (43:02,0 min)
50 km Freistil: 8. Platz (2:08:13,6 h)
4 × 10 km Staffel: 7. Platz (1:44:20,0 h)

- Luboš Buchta
30 km klassisch: 13. Platz (1:25:40,6 h)

- Václav Korunka
10 km klassisch: 17. Platz (29:43,4 min)
15 km Verfolgung: 14. Platz (41:03,5 min)
50 km Freistil: 13. Platz (2:10:30,7 h)
4 × 10 km Staffel: 7. Platz (1:44:20,0 h)

- Radim Nyč
10 km klassisch: 33. Platz (30:31,5 min)
15 km Verfolgung: 25. Platz (42:16,0 min)
50 km Freistil: 6. Platz (2:07:41,5 h)
4 × 10 km Staffel: 7. Platz (1:44:20,0 h)

- Martin Petrásek
10 km klassisch: 66. Platz (32:27,4 min)
15 km Verfolgung: 55. Platz (45:57,1 min)
30 km klassisch: 24. Platz (1:28:30,8 h)

- Jiří Teplý
30 km klassisch: 18. Platz (1:26:14,4 h)
50 km Freistil: 21. Platz (2:12:00,2 h)
4 × 10 km Staffel: 7. Platz (1:44:20,0 h)

Frauen
- Ľubomíra Balážová
5 km klassisch: 11. Platz (14:54,6 min)
10 km Verfolgung: 26. Platz (29:11,0 min)
15 km klassisch: 13. Platz (45:22,6 min)
4 × 5 km Staffel: 6. Platz (1:01:37,4 h)

- Alžbeta Havrančíková
5 km klassisch: 34. Platz (15:44,6 min)
10 km Verfolgung: 17. Platz (28:39,9 min)
30 km Freistil: 11. Platz (1:27:54,9 h)
4 × 5 km Staffel: 6. Platz (1:01:37,4 h)

- Anna Janoušková
15 km klassisch: 33. Platz (47:29,3 min)
30 km Freistil: 27. Platz (1:32:43,9 h)

- Kateřina Neumannová
5 km klassisch: 13. Platz (14:59,1 min)
10 km Verfolgung: 22. Platz (28:56,6 min)
15 km klassisch: 14. Platz (45:28,6 min)
4 × 5 km Staffel: 6. Platz (1:01:37,4 h)

- Zora Simčáková
15 km klassisch: 18. Platz (45:45,6 min)
30 km Freistil: 30. Platz (1:33:10,3 h)

- Iveta Zelingerová
5 km klassisch: 18. Platz (15:06,4 min)
10 km Verfolgung: 24. Platz (29:03,4 min)
30 km Freistil: 22. Platz (1:31:39,1 h)
4 × 5 km Staffel: 6. Platz (1:01:37,4 h)

### Skispringen
- Tomáš Goder
Normalschanze: 48. Platz (175,3)
Großschanze: 20. Platz (164,8)
Mannschaft: Bronze  (620,1)

- František Jež
Normalschanze: 23. Platz (192,7)
Großschanze: 13. Platz (171,3)
Mannschaft: Bronze  (620,1)

- Jiří Parma
Normalschanze: 10. Platz (207,9)
Großschanze: 5. Platz (198,0)
Mannschaft: Bronze  (620,1)

- Jaroslav Sakala
Normalschanze: 15. Platz (200,8)
Großschanze: 41. Platz (131,4)
Mannschaft: Bronze  (620,1)